# Lesley C. Goodeve
Lesley C. Goodeve, kanadski general, * 1889, † 1955.
Leta 1945 je poveljeval združenim novofundlandskim in kanadskim silam na Novi Funlandiji.